# Comuna Mîhailivka, Tomakivka
Mîhailivka (în ucraineană Михайлівка) este o comună în raionul Tomakivka, regiunea Dnipropetrovsk, Ucraina, formată din satele Ceaikî, Harbuzivka, Mîhailivka (reședința) și Novokatoșciîne.

## Demografie
Componența lingvistică a satului Mîhailivka
     Ucraineană (90,32%)
     Rusă (8,33%)
     Alte limbi (1,11%)
Conform recensământului din 2001, majoritatea populației satului Mîhailivka era vorbitoare de ucraineană (90,32%), existând în minoritate și vorbitori de rusă (8,33%).